# Klaus Roth (Politiker)
Klaus Roth (* 10. Juli 1963 in Spiesen-Elversberg) ist ein deutscher Politiker (CDU). Er war von 2008 bis 2018 Bürgermeister von Homburg sowie von 2004 bis 2008 Mitglied des Saarländischen Landtages.

## Ausbildung und Beruf
Nach dem Besuch der Grundschule Langenäcker in Homburg-Erbach und des Gymnasiums Johanneum in Homburg legte Roth 1983 sein Abitur ab. Anschließend studierte er in Weihenstephan (1983–1985) Brauwesen sowie an der Universität Kaiserslautern (1985–1989) Biologie.
Seit 1989 ist er freiberuflich und unternehmerisch tätig. Zuletzt war er Geschäftsführer des EDV-System-Hauses Intrakom GmbH in Homburg. Ehrenamtlich ist er Mitglied des Aufsichtsrates der Stadtwerke Homburg sowie des Biomedizinischen Zentrums.

## Politik
Roth war von 1979 bis 1998 Mitglied der Jungen Union. Seit 1983 gehört er der CDU an. Er ist seit 1995 Vorstandsmitglied des CDU-Stadtverbands Homburg und seit 2002 des Ortsverbands Homburg.
Von 1992 bis 2008 war er Mitglied des Stadtrats von Homburg, von 1994 bis 2008 als Fraktionsvorsitzender.
Im September 2004 wurde er in den 13. Landtag des Saarlandes gewählt. Dort war er Mitglied im Ausschuss für Eingaben, im Ausschuss für Arbeit, Gesundheit und Soziales, im Ausschuss für Wirtschaft, Wissenschaft und Grubensicherheit sowie Mitglied der Enquêtekommission Demographischer Wandel. Innerhalb der CDU-Landtagsfraktion bekleidete er bis zum Oktober 2008 die Funktionen des wirtschafts- und gesundheitspolitischen Sprechers. Zum 31. Oktober 2008 legte er sein Landtagsmandat nieder.
Vom 1. November 2008 bis zum 31. Oktober 2018 war er Bürgermeister von Homburg.
Seit dem 29. September 2021 stand Klaus Roth vor dem Landgericht Saarbrücken. Ihm wurde Untreue und Bestechlichkeit vorgeworfen. Das Verfahren bezog sich auf Vorgänge aus dem Jahr 2012. Das Landgericht Saarbrücken stellte das Verfahren mit Zustimmung der Staatsanwaltschaft am 25. März 2024 wegen Geringfügigkeit nach § 153a StPO (Strafprozessordnung) ein. Hiermit waren weder ein Geständnis noch eine Zahlung an die Stadt Homburg verbunden. Auch Disziplinarverfahren gegen den inzwischen pensionierten Bürgermeister können nicht mehr durchgeführt werden. Es wurde lediglich die Zahlung eines Geldbetrags zugunsten einer gemeinnützigen Einrichtung verhängt. Roths Anwalt Franz-Josef Schillo wies darauf hin, dass der Vorwurf der angeblichen Bestechlichkeit gegen seinen Mandanten bereits im Juli 2023 verjährt sei.